# Marc-Édouard Vlasic
Marc-Édouard Vlasic (né le 30 mars 1987 à Montréal dans la province de Québec au Canada) est un joueur professionnel canadien de hockey sur glace. Il évolue au poste de défenseur. 

## Biographie

### Carrière en club
Après avoir joué tout son hockey mineur dans la région de Montréal, le joueur de descendance croate, est repêché par les Remparts de Québec de la Ligue de hockey junior majeur du Québec en 2003. Il est repêché par les Sharks de San José en 2e ronde, 35e position, lors du repêchage d'entrée dans la LNH 2005.
Pendant la saison 2005-2006, il mène son équipe au tournoi de la Coupe Mémorial Mastercard qui se tenait à Moncton. Les Remparts remportent la finale par le score de 6-2 contre les Wildcats de Moncton. La saison suivante, il fait son entrée chez les professionnels avec les Sharks de San José de la Ligue nationale de hockey. Sa première saison est couronnée de succès et au terme de celle-ci, il est nommé dans l'équipe d'étoiles des recrues de la ligue après avoir réalisé 26 points pour 3 buts et 23 aides en 81 parties.
Le 27 août 2008, alors qu'il lui reste encore une saison à écouler à son premier contrat, il signe une prolongation de contrat pour 4 saisons supplémentaires avec les Sharks pour 12,4 millions de dollars. Le 11 juillet 2012, il prolonge son contrat pour 5 ans et recevra un total de 21 millions de dollars pour la durée de contrat.
En mars 2015, son équipe junior, les Remparts, retirent le numéro 44 en son honneur. En 2016, il aide les Sharks à atteindre la finale de la Coupe Stanley lors des séries éliminatoires, mais son équipe perd face aux Penguins de Pittsburgh 4 matchs à 2. 

### Carrière en équipe nationale
Il représente l'équipe du Canada au niveau international. Il est sélectionné par le Canada pour participer aux Jeux olympiques d'hiver de 2014 et aide son équipe à gagner la médaille d'or après avoir battu la Suède 3-0 en finale.

## Statistiques

### En club
| Saison     | Équipe               | Ligue          |       | Saison régulière | Saison régulière | Saison régulière | Saison régulière | Saison régulière |   | Séries éliminatoires | Séries éliminatoires | Séries éliminatoires | Séries éliminatoires | Séries éliminatoires |
| Saison     | Équipe               | Ligue          | PJ    | B                | A                | Pts              | Pun              | PJ               | B | A                    | Pts                  | Pun                  |                      |                      |
| 2002-2003  | Lions du West Island | Midget AAA     | 41    | 4                | 6                | 10               | 14               | 9                | 0 | 3                    | 3                    | 0                    |                      |                      |
| 2003-2004  | Remparts de Québec   | LHJMQ          | 41    | 1                | 9                | 10               | 4                | 5                | 0 | 1                    | 1                    | 0                    |                      |                      |
| 2004-2005  | Remparts de Québec   | LHJMQ          | 70    | 5                | 25               | 30               | 33               | 13               | 2 | 7                    | 9                    | 2                    |                      |                      |
| 2005-2006  | Remparts de Québec   | LHJMQ          | 66    | 16               | 57               | 73               | 57               | 23               | 5 | 24                   | 29                   | 10                   |                      |                      |
| 2006       | Remparts de Québec   | Coupe Memorial | -     | -                | -                | -                | -                | 4                | 0 | 3                    | 3                    | 2                    |                      |                      |
| 2006-2007  | Sharks de San José   | LNH            | 81    | 3                | 23               | 26               | 18               | 11               | 0 | 1                    | 1                    | 2                    |                      |                      |
| 2007-2008  | Sharks de San José   | LNH            | 82    | 2                | 12               | 14               | 24               | 13               | 0 | 1                    | 1                    | 0                    |                      |                      |
| 2007-2008  | Sharks de Worcester  | LAH            | 1     | 0                | 2                | 2                | 0                | -                | - | -                    | -                    | -                    |                      |                      |
| 2008-2009  | Sharks de San José   | LNH            | 82    | 6                | 30               | 36               | 42               | 6                | 0 | 1                    | 1                    | 0                    |                      |                      |
| 2009-2010  | Sharks de San José   | LNH            | 64    | 3                | 13               | 16               | 33               | 15               | 0 | 3                    | 3                    | 4                    |                      |                      |
| 2010-2011  | Sharks de San José   | LNH            | 80    | 4                | 14               | 18               | 18               | 18               | 0 | 3                    | 3                    | 4                    |                      |                      |
| 2011-2012  | Sharks de San José   | LNH            | 82    | 4                | 19               | 23               | 40               | 5                | 0 | 0                    | 0                    | 2                    |                      |                      |
| 2012-2013  | Sharks de San José   | LNH            | 48    | 3                | 4                | 7                | 29               | 11               | 1 | 1                    | 2                    | 6                    |                      |                      |
| 2013-2014  | Sharks de San José   | LNH            | 81    | 5                | 19               | 24               | 38               | 5                | 1 | 2                    | 3                    | 0                    |                      |                      |
| 2014-2015  | Sharks de San José   | LNH            | 70    | 9                | 14               | 23               | 23               | -                | - | -                    | -                    | -                    |                      |                      |
| 2015-2016  | Sharks de San José   | LNH            | 67    | 8                | 31               | 39               | 48               | 24               | 1 | 11                   | 12                   | 30                   |                      |                      |
| 2016-2017  | Sharks de San José   | LNH            | 75    | 6                | 22               | 28               | 35               | 6                | 0 | 3                    | 3                    | 2                    |                      |                      |
| 2017-2018  | Sharks de San José   | LNH            | 81    | 11               | 21               | 32               | 34               | 10               | 0 | 2                    | 2                    | 6                    |                      |                      |
| 2018-2019  | Sharks de San José   | LNH            | 72    | 3                | 22               | 25               | 10               | 18               | 3 | 5                    | 8                    | 4                    |                      |                      |
| 2019-2020  | Sharks de San José   | LNH            | 70    | 5                | 10               | 15               | 10               | -                | - | -                    | -                    | -                    |                      |                      |
| 2020-2021  | Sharks de San José   | LNH            | 51    | 1                | 5                | 6                | 8                | -                | - | -                    | -                    | -                    |                      |                      |
| 2021-2022  | Sharks de San José   | LNH            | 75    | 3                | 11               | 14               | 18               | -                | - | -                    | -                    | -                    |                      |                      |
| 2022-2023  | Sharks de San José   | LNH            | 78    | 1                | 17               | 18               | 16               | -                | - | -                    | -                    | -                    |                      |                      |
| Totaux LNH | Totaux LNH           | Totaux LNH     | 1 239 | 77               | 287              | 364              | 444              | 142              | 6 | 33                   | 39                   | 42                   |                      |                      |

### En équipe nationale
| Année | Équipe | Évènement            |    | PJ | B | A | Pts | Pun | +/-               |  | Résultat |
| 2009  | Canada | Championnat du monde | 5  | 0  | 0 | 0 | 4   | +1  | Médaille d'argent |  |          |
| 2012  | Canada | Championnat du monde | 2  | 0  | 0 | 0 | 0   | 0   | 5e place          |  |          |
| 2014  | Canada | Jeux olympiques      | 6  | 0  | 0 | 0 | 0   | +3  | Médaille d'or     |  |          |
| 2016  | Canada | Coupe du monde       | 6  | 0  | 4 | 4 | 0   | +4  | Vainqueur         |  |          |
| 2017  | Canada | Championnat du monde | 10 | 1  | 1 | 2 | 2   | +6  | Médaille d'argent |  |          |
| 2018  | Canada | Championnat du monde | 6  | 1  | 0 | 1 | 0   | +1  | 4e place          |  |          |

## Trophées et honneurs personnels

### Ligue de hockey junior majeur du Québec
- 2005-2006 : remporte la Coupe Memorial avec les Remparts de Québec

### Ligue nationale de hockey
- 2006-2007 : sélectionné dans l'équipe d’étoiles des recrues